# Harvard Law School

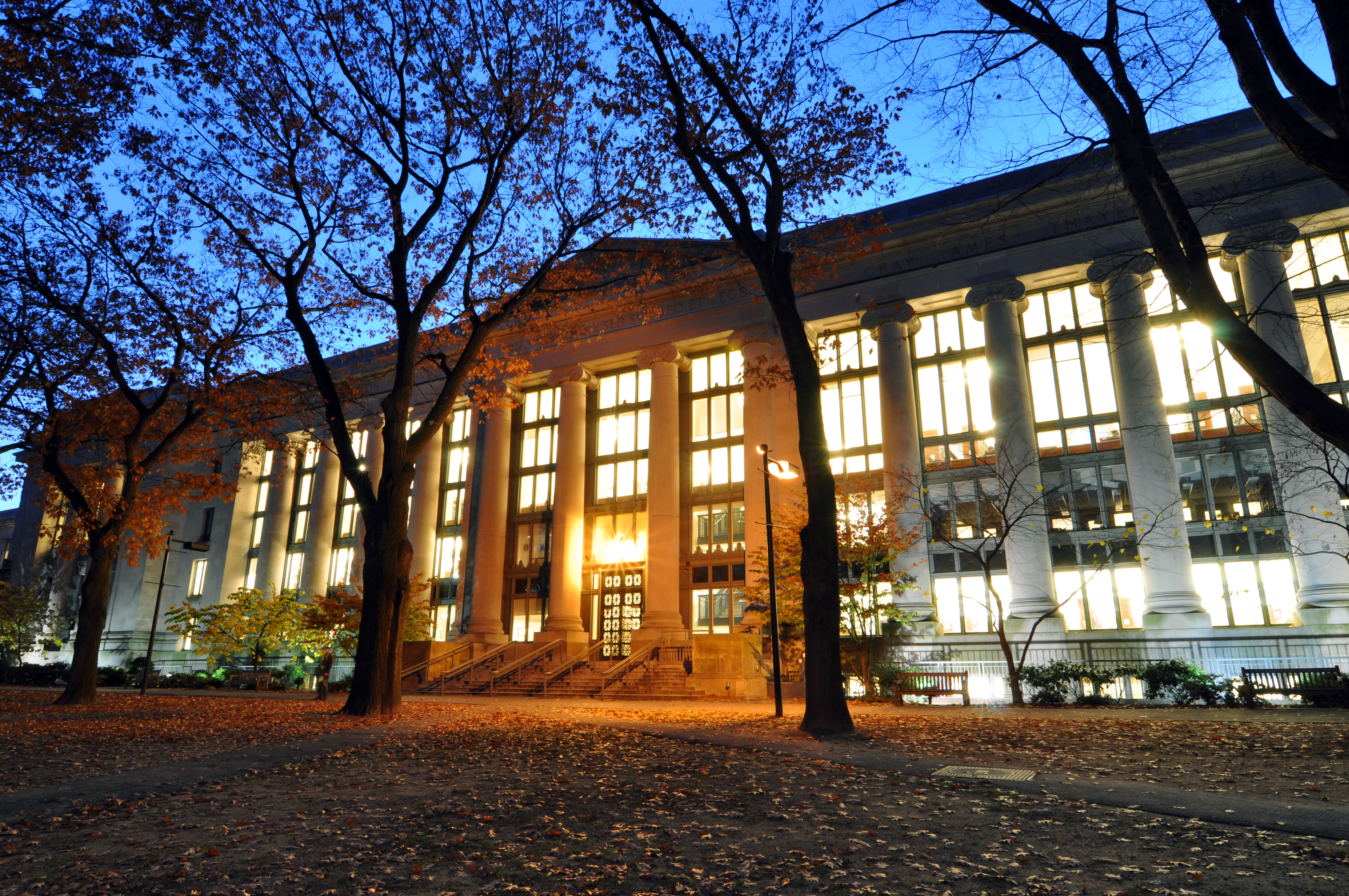
La Biblioteca Langdell

La Harvard Law School (conosciuta con l'acronimo HLS) è una scuola universitaria di diritto dell'Università di Harvard, con sede a Cambridge, Massachusetts.

## Storia
È la più antica scuola di diritto degli Stati Uniti, ed è sede di una delle più grandi biblioteche giuridiche del mondo. HLS, pur considerata dalla rivista U.S. News & World Report la seconda migliore facoltà di legge dopo la Yale Law School, ha influenzato la cultura giuridica e l'educazione legale degli Stati Uniti d'America. Harvard ha festeggiato nel 2017 i 200 anni della Law School.
Attualmente la facoltà annovera 246 docenti, molti dei quali sono degli importanti studiosi di materie giuridiche a livello internazionale.
Tra i suoi studenti più celebri possiamo annoverare due ex presidenti statunitensi, Rutherford B. Hayes e Barack Obama. Occorre inoltre ricordare l'ex presidente della Repubblica Cinese di Taiwan Ma Ying-jeou, l'ex presidente della Repubblica d'Irlanda Mary Robinson e l'attuale presidente del Gruppo della Banca mondiale Robert Zoellick, nonché quindici giudici della Corte suprema degli Stati Uniti. Tra i suoi studenti italiani si annoverano docenti universitari, ricercatori, avvocati ora partner dei principali studi legali internazionali che hanno sede in Italia, avvocati che hanno poi intrapreso la carriera in altri Paesi o nelle istituzioni (Banca d'Italia, Consob, ...).
Dal 2016, vi è una associazione di studenti italiana (la Harvard Italian Law Association Archiviato il 25 settembre 2020 in Internet Archive. - HILA) che si occupa specificamente di promuovere la cultura (giuridica e non solo) italiana negli Stati Uniti, invitando regolarmente celebri ospiti a tenere lezioni presso la Law School e a discutere di temi particolarmente sensibili sia nell'una sia nell'altra sponda dell'Atlantico.
Pari è l'impegno della Harvard European Law Association (HELA), composta da studenti europei che organizzano annualmente una serie di eventi e soprattutto una conferenza annuale di amplissima eco.